# James Beresford
James Beresford (Worthing, 17 de abril de 2002) es un futbolista Británica, nacionalizado tailandés, que juega en la demarcación de lateral derecho para el Uthai Thani FC de la Liga de Tailandia.

## Selección nacional
Hizo su debut con la selección de fútbol de Tailandia el 12 de noviembre de 2023 en un partido amistoso contra Estonia que finalizó con un resultado de empate a uno tras el gol de Henri Anier para Estonia, y de Jakkapan Praisuwan para Tailandia.

## Clubes
| Club                  | País       | Año       | Partidos | Goles |
| --------------------- | ---------- | --------- | -------- | ----- |
| Lancing FC            | Inglaterra | 2019-2020 | 8        | 0     |
| Lewes FC              | Inglaterra | 2020-2021 | 16       | 0     |
| Eastbourne Borough FC | Inglaterra | 2021-2022 | 11       | 0     |
| Worthing FC           | Inglaterra | 2022-2023 | 25       | 2     |
| Uthai Thani FC        | Tailandia  | 2023-     | 63       | 1     |